# Voyager Golden Record

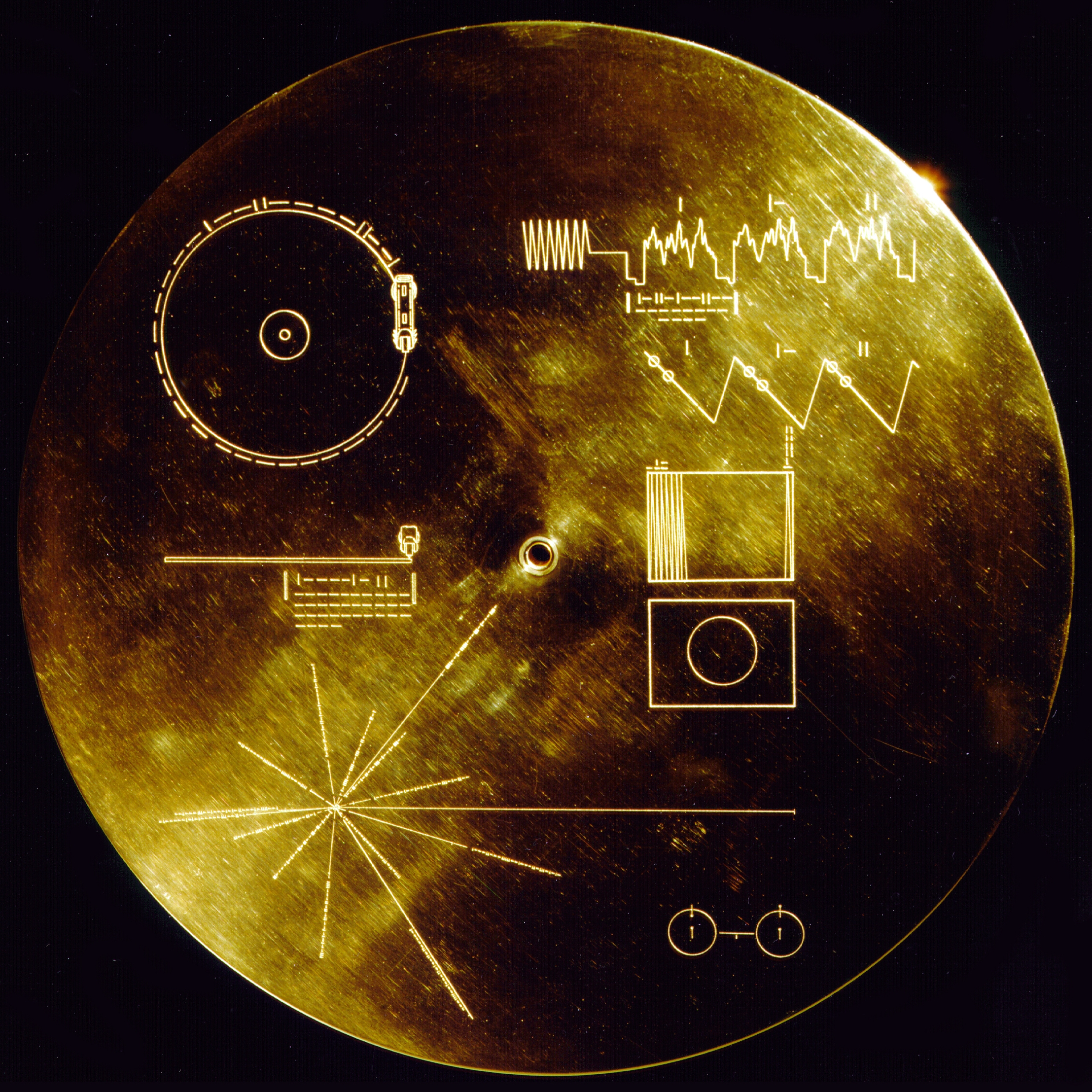
Golden Record Cover mit Gebrauchsanleitung

Die Voyager Golden Records sind Datenplatten mit Bild- und Audio-Informationen, die an Bord der beiden 1977 gestarteten interstellaren Raumsonden Voyager 1 und Voyager 2 angebracht sind. Die Datenplatten wurden als Botschaften an Außerirdische in der Hoffnung hergestellt, etwaige intelligente, außerirdische Lebensformen könnten dadurch von der Menschheit und ihrer Position im Universum erfahren, auch wenn die Wahrscheinlichkeit dafür äußerst gering ist und die Menschheit dann vielleicht nicht mehr existiert. Mit einer geschätzten Lebensdauer von 500 Millionen Jahren sollen die Platten aber zumindest Zeugnis darüber ablegen, dass es Menschen gegeben hat.
Die Platten wurden von einem Forscherteam entworfen, das von Carl Sagan geleitet wurde. Das wissenschaftliche Voyager Golden Record Team bestand weiterhin aus Philip Morrison, Frank Drake, A.G.W. Cameron, Leslie Orgel, Bernard M. Oliver und Stephen Toulmin. Als externe Berater wurden Isaac Asimov, Arthur C. Clarke und Robert A. Heinlein konsultiert.

## Beschreibung

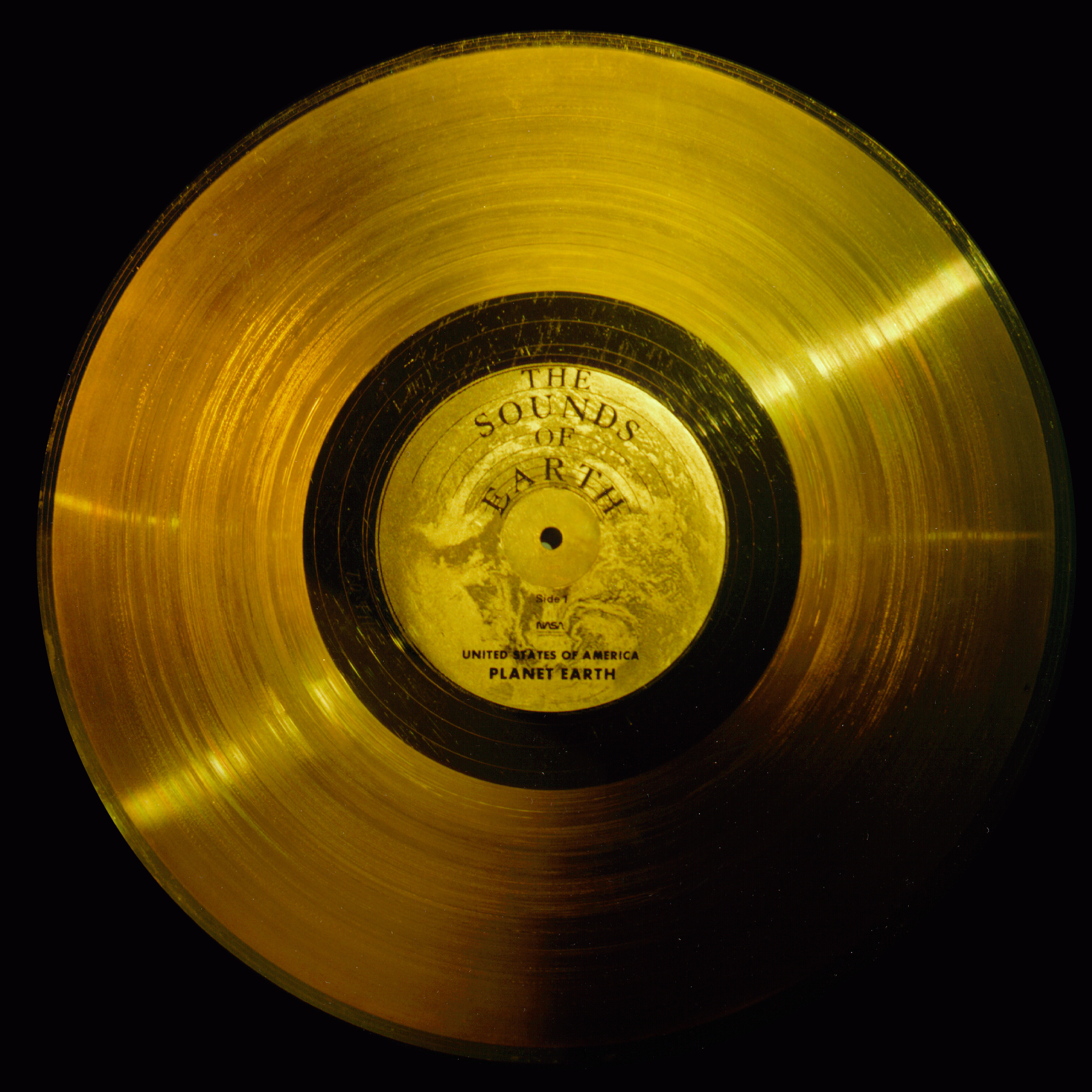
Datenplatte mit Bild- und Toninformationen

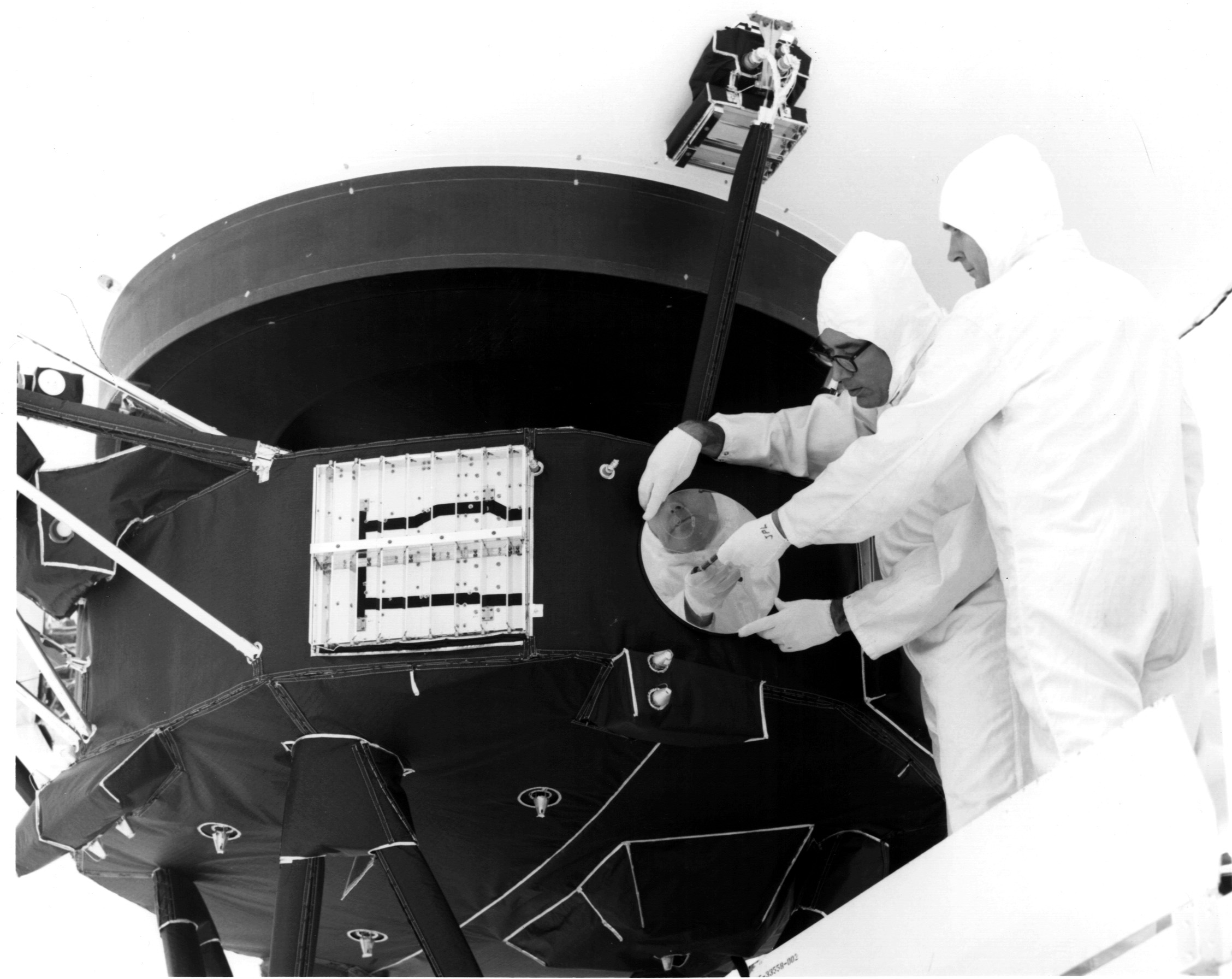
Die Plattenhülle wird am 29. Juli 1977 an Voyager 1 befestigt

Jede der zwei Platten befindet sich zusammen mit einer Kassette und einer Nadel in einer Schutzhülle aus Aluminium. Auf dieser Hülle (Golden Record Cover) befindet sich eine Anleitung in symbolischer Sprache, wie die Datenplatte dekodiert werden kann. Die zum Abspielen nötigen Zeitangaben – 16⅔ Umdrehungen pro Minute – sind binär angegeben und beziehen sich auf die charakteristische Frequenz des Wasserstoffatoms, dessen Hyperfeinstruktur-Übergang durch entgegengesetzte Ausrichtung von Kernspin und Elektronenspin angedeutet ist. Der Verbindungsstrich beider Zustände, die HI-Linie gibt eine absolute Zeitreferenz von 0,704 Nanosekunden, die in den anderen Symbolen verwendet wird. Zusätzlich wird auf der Hülle die Herkunft der Platten erklärt: Wie bei den Pioneer-Plaketten ist die Position der Sonne in Relation zu 14 Pulsaren angegeben. Die 14 Linien zu den Pulsaren enthalten neben der relativen Position auch die spezifische, binärcodierte Pulsfrequenz der Pulsare als Vielfaches der oben angegebenen Zeitreferenz und vereinfachen somit ihre Identifizierung im Weltraum.
Die Datenplatte selbst ist eine 30 Zentimeter große, vergoldete Scheibe aus Kupfer. Die Schutzhülle aus vergoldetem Aluminium enthält geringste Mengen des Isotops Uran-238, das während der Flugdauer der Raumsonden zu Thorium-234 zerfällt. Der Zerfall des Isotops kann den potentiellen Findern zur Altersbestimmung des Speichermediums dienen (z. B über Massenspektrometrie).
Der Anfang der Datenspur enthält 116 analog gespeicherte Bilder (→Bilder auf der Voyager Golden Record). Der Rest besteht aus Audiodaten. Dazu gehören gesprochene Grüße in 55 Sprachen (→Grußbotschaften auf der Voyager Golden Record). Der deutschsprachige Text „Herzliche Grüße an alle“ wurde von der in Cornell lehrenden Germanistin Renate Born eingesprochen. Außerdem sind verschiedene Geräusche wie Wind, Donner und Tiergeräusche (→Geräusche auf der Voyager Golden Record) zu hören. Darauf folgen 90 Minuten ausgewählter Musik, neben ethnischer Musik auch bekannte Titel von Johann Sebastian Bach, Ludwig van Beethoven, Wolfgang Amadeus Mozart, Chuck Berry, Louis Armstrong und anderen (→Musikstücke auf der Voyager Golden Record). Zusätzlich zu den Grüßen in verschiedenen Sprachen befindet sich neben einer Audiobotschaft des UN-Generalsekretärs Kurt Waldheim auch noch eine geschriebene Nachricht von US-Präsident Jimmy Carter:

“As the Secretary General of the United Nations, an organization of 147 member states who represent almost all of the human inhabitants of the planet Earth, I send greetings on behalf of the people of our planet. We step out of our solar system into the universe seeking only peace and friendship, to teach if we are called upon, to be taught if we are fortunate. We know full well that our planet and all its inhabitants are but a small part of this immense universe that surrounds us and it is with humility and hope that we take this step.”

„Als Generalsekretär der Vereinten Nationen, einer Organisation von 147 Mitgliedsstaaten, die beinahe alle menschlichen Bewohner des Planeten Erde repräsentiert, sende ich Grüße im Namen der Völker unseres Planeten. Wir treten aus unserem Sonnensystem ins Universum auf der Suche nur nach Frieden und Freundschaft, um zu lehren, wo wir darum gebeten werden, um zu lernen, wenn wir Glück haben. Wir sind uns ganz und gar bewusst, dass unser Planet und alle seine Bewohner nichts als ein kleiner Teil des uns umgebenden, immensen Universums sind und wir machen diesen Schritt mit Demut und Hoffnung.“

“This is a present from a small distant world, a token of our sounds, our science, our images, our music, our thoughts and our feelings. We are attempting to survive our time so we may live into yours.”

„Dies ist ein Geschenk einer kleinen, weit entfernten Welt, eine Probe unserer Klänge, unserer Wissenschaft, unserer Bilder, unserer Musik, unserer Gedanken und unserer Gefühle. Wir versuchen, unser Zeitalter zu überleben, um so bis in Eure Zeit hinein leben zu dürfen.“

## Duplikate
Neben den beiden Platten, die mit dem Voyager-Programm versandt wurden, befinden sich Duplikate der Hülle in verschiedenen Museen. Darunter zum Beispiel im Museum für Kommunikation Nürnberg, im Museum für Kommunikation Bern, im Deutschen Buch- und Schriftmuseum der Deutschen Nationalbibliothek in Leipzig oder in Sonderausstellungen, wie beispielsweise „Codiert für die Ewigkeit – Himmelsscheibe und Voyager Golden Record“ in der Arche Nebra vom 1. Mai bis 15. November 2009.

## Ähnliche Objekte
- Pioneer-Plakette (1972)
- LAGEOS-Plakette (1976, 1992)
- Rosetta-Disk (2002/2004)
- CosmicConnexion – Ein Dokumentarfilm, der unter anderem ins All ausgestrahlt wurde